# Лопатино (Псков)
Лопатино — пригородный микрорайон в черте города Пскова, на крайнем юго-востоке в Завокзалье. С центром города связан автобусными маршрутами № 6, 12, а также маршрутным такси № 306.

## География
Расположен на пересечении улицы Советской Армии и Ленинградского шоссе (трасса Санкт-Петербург — Киев М20), на берегу реки Черёхи.
Посёлок Большое Лопатино вместе с деревней Малое Лопатино (к западу) и посёлком завода «Псковкирпич» (к востоку) были включены в черту города Пскова в 1961 году. В 1976 году в состав города были включены соседние деревни Векшино и Луковка, фактически слившиеся с Лопатино в один жилой массив одноэтажной застройки.

## Население
Численность населения Лопатино (бывшие деревни Малое Лопатино и Большое Лопатино) составляет около 1,0 тысяч человек (2011), соседних деревень (Луковка, Векшино, посёлок Псковкирпич) — в целом около 1,9 тысяч человек (2011), то есть суммарно в микрорайоне Лопатино-Псковкирпич — около 2,9 тысяч жителей.

## История
Близ Лопатино с давних времён производился кирпич. Первые разработки глиняных карьеров начались в середине XVIII века. Предприятие, которое первым в Псковской губернии начало промышленную переработку высококачественной местной глины, появилось здесь в середине XIX века. В 1884 году кирпичный завод «Луковка» развернул в городе Пскове массовое строительство (здания казарм Омского полка Псковского гарнизона, больницы на Завеличье, жилые дома из тёмно-красного кирпича в центре), продолжившееся и в начале XX века. В советское время продолжились разработки Луковского карьера и производство продукции на кирпичном заводе. В годы Великой Отечественной войны завод был полностью разрушен и затем восстановлен как высокомеханизированное круглогодичное производство. В честь современного предприятия часто обобщённо и называют район Лопатино микрорайоном посёлок «Псковкирпич», а также, по соседнему селу (Черёха) — и Черёхой.

## Инфраструктура и экономика
В Лопатино расположены:
- Средняя школа №16 (Ленинградское шоссе, 49)
- Детский сад № 8 (Моховая ул., 3)
- Детский сад № 2 (Боровая ул., 32)
- Центральная районная больница (Ленинградское шоссе, д.65).
- Завод ЗАО «Псковкирпич» (ул. Боровая, д. 15)
- ОАО «Псковвтормет» ( ул. Карбышева, 26а)
- Завод «Псковский Гончар» (Ядровский пер., 1)